# Adam Curtis
Kevin Adam Curtis (Dartford, Anglaterra, 26 de maig de 1955) és un documentalista britànic. La seva obra gira entorn del poder i el seu rol en la societat, àrea que explora a través de la sociologia, la psicologia, la filosofia i la història política. Curtis es defineix com a "fonamentalment un historiador", i considera la seva obra periodisme en format fílmic. Les seves pel·lícules han guanyat quatre BAFTA. Ha treballat per a la BBC al llarg de la seva carrera.

## CARRERA

### Primers anys
Curtis va sol·licitar treballar a la BBC i va ser contractat per fer una pel·lícula per a un dels seus cursos de formació, comparant la roba de disseny dels videoclips musicals amb el disseny d’armes. Posteriorment, va obtenir un lloc al programa That’s Life!, una sèrie de revistes que combinava investigacions contundents amb contingut més lleuger. Va ser director de cinema a Out of Court, una sèrie legal de BBC Two, des de 1980 fins a 1982.

### Política
Curtis s'inspira en el sociòleg Max Weber, que, segons ell, va desafiar el "marxisme vulgar, de l’esquerra radical, que diu que tot passa a causa de les forces econòmiques dins la societat". Curtis ha respost preguntes sobre la seva posició política en entrevistes al llarg de la seva carrera, però les seves respostes han estat inconsistents, fet que dificulta etiquetar la seva política.

En una entrevista de 2012, Curtis va comentar la seva visió política, afirmant simpatitzar amb idees llibertàries, tot i que assenyala que la seva política és única i varia segons la qüestió. També rebutja que se'l consideri d'esquerres, dient que és "una tonteria", i afegeix:
"La gent sovint m'acusa de ser d'esquerres. És una tonteria total. Si mires The Century of the Self, el que sostinc és una posició molt propera a la neoconservadora, perquè estic dient que, amb l'augment de l’individualisme, tendeixes a la corrosió de la idea de vincles socials i xarxes comunitàries, ja que tothom va per lliure. Bé, això és el que defensen els neoconservadors, domèsticament. […] Si em preguntes quina és la meva política, sóc molt una criatura del meu temps. No en tinc cap de fixa. Canvio d'opinió segons les qüestions, però m'inclino més per una visió llibertària. Tinc una tendència més llibertària […] El sorprenent del nostre temps és com l'esquerra aquí ha fracassat completament a l’hora de plantejar alternatives, i crec que potser veurem una mena de llibertarisme d'esquerres emergir perquè la gent serà molt més receptiva a aquesta idea, o simplement un llibertarisme, i d’aquí en sorgiran idees. I no em refereixo a "localisme".
En una entrevista de 2021, Curtis va declarar tenir simpaties cap al radicalisme i que el progressisme és la seva política. Novament, esmenta la seva inconsistència política, afirmant:
"Em sento emocionalment proper al radicalisme […] Sóc un progressista, vull dir, això és el que són realment les meves creences polítiques. Sóc típic del meu temps, no tinc un conjunt coherent de polítiques i sempre desconfio de la gent que en té, però sóc progressista, així que intento entendre què va fallar en el radicalisme."
En una entrevista de 2022, Curtis va reiterar la interpretació neoconservadora de The Century of the Self, però va afegir que no és el que ell mateix creu. Aquesta vegada, Curtis va dir que no sap exactament quina és la seva política, dient:
"The Century of the Self es podria interpretar com una peça de ideologia neoconservadora cristal·lina, neoconservadorisme domèstic, perquè el que en realitat afirma és que l’auge de l’individualisme va actuar com un àcid que va erosionar el teixit de les organitzacions socials... cosa que és una mena d’actitud moralista neoconservadora. Però això no és realment el que penso. Però podries argumentar això sobre la majoria de pel·lícules, crec. Realment no sé quina és la meva política."